# Маломочульська сільська рада
| Маломочульська сільська рада — колишній орган місцевого самоврядування у Теплицькому районі Вінницької області з адміністративним центром у с. Мала Мочулка. Сільській раді підпорядковані населені пункти: - с. Мала Мочулка - с. Мишарівка |

## Склад ради
Рада складалася з 16 депутатів та голови.

## Керівний склад сільської ради
| ПІБ                         | Основні відомості                                                               | Дата обрання | Дата звільнення |
| --------------------------- | ------------------------------------------------------------------------------- | ------------ | --------------- |
| Зозуля Сергій Володимирович | Сільський голова, 1963 року народження, освіта, безпартійний                    | 26.03.2006   | 31.10.2010      |
| Зозуля Сергій Володимирович | Сільський голова, 1963 року народження, освіта середня спеціальна, безпартійний | 31.10.2010   |                 |

Примітка: таблиця складена за даними джерела